# فاسلاف هوراك
فاسلاف هوراك (بالتشيكية: Václav Horák)‏ (مواليد 27 سبتمبر 1912) هو لاعب كرة قدم. يلعب مع منتخب تشيكوسلوفاكيا لكرة القدم. سبق له أن لعب في كأس العالم لكرة القدم مع منتخب بلاده.

## روابط خارجية
- فاسلاف هوراك على موقع الاتحاد الدولي (مؤرشف)  (الإنجليزية)
- فاسلاف هوراك على موقع الاتحاد التشيكي (الإنجليزية)
- فاسلاف هوراك على موقع قاعدة بيانات كرة القدم.إي يو (الإنجليزية)
- فاسلاف هوراك على موقع ناشيونال فوتبول تيمز (الإنجليزية)
- فاسلاف هوراك على موقع عالم كرة القدم.نت (الإنجليزية)